# Barcelona Sporting Club
Il Barcelona Sporting Club è una società polisportiva ecuadoriana di Guayaquil nota principalmente per la sua sezione calcistica, militante in Serie A, la massima divisione del campionato ecuadoriano di calcio.
Il Barcelona SC è la squadra di calcio più titolata del paese, avendo vinto 16 edizioni del campionato ecuadoriano di calcio, in cui ha militato da quando fu introdotta la categoria, nel 1957, oltre a 6 titoli regionali (di cui 5 nell'epoca professionistica). In ambito internazionale ha disputato due finali di Coppa Libertadores, nel 1990 e nel 1998, e fino al 2008 è stata l'unica squadra ecuadoriana capace di arrivare fino alla finale della competizione.
Disputa i propri incontri interni allo Isidro Romero Carbo di Guayaquil, impianto da 57 267 posti inaugurato nel 1987. Disputa con l'Emelec, altra squadra di Guayaquil, il derby più seguito del paese, denominato Clásico del Astillero.

## Storia
Il Barcelona Sporting Club fu fondato il 1º maggio 1925 a Guayaquil da un gruppo di giovani ecuadoriani e catalani, dalla cui presenza derivò il nome Barcelona. Il fondatore fu Eutimio Pérez, immigrato spagnolo che aveva deciso di omaggiare così il Futbol Club Barcelona. Il 25 giugno 1925, contro l'Ayacucho, il Barcelona esordì ufficialmente, imponendosi per 1-0. Poco più tardi fu adottato uno stemma simile a quello del club catalano.
La squadra iniziò a competere nel campionato dilettantistico provinciale organizzato dall'Asociación de Fútbol del Guayas (AFG), che comprendeva compagini provenienti dalla provincia del Guayas. Negli anni '40 del XX secolo la popolarità del Barcellona derivò in larga misura dai match contro importanti squadre colombiane quali il Deportivo Cali e i Millonarios. In particolare il Barcellona sconfisse i Millonarios per due volte a Guayaquil, per 3-2 e 1-0, generando una grande eco mediatica. Fu proprio contro il Deportivo Cali che il Barcelona disputò la prima partita internazionale, pareggiata per 4-4 il 19 marzo 1931.
Ben presto nacque una forte rivalità tra il Barcelona SC e l'Emelec, formazione originaria, come il Barcelona, del barrio de astillero, quartiere di Guayaquil.
Nel 1950 il Barcellona di Guayaquil vinse per la prima volta il campionato provinciale, un anno prima dell'avvento del professionismo. Dal 1951 al 1967 il club si aggiudicò cinque titoli regionali e per sei volte chiuse al secondo posto, rivaleggiando molto spesso con l'Emelec. Nel 1957, in qualità di una delle prime due squadre classificate del torneo regionale di Guayas, il Barcellona fu invitato a partecipare alla Serie A de Ecuador, nuovo torneo che avrebbe incoronato il campione nazionale, da decretare tra le prime due classificate del torneo AFG e le prime due classificate del torneo Interandino, che vedeva competere club delle province di Quito e Ambato. Il Barcellona di Guayaquil concluse la propria prima partecipazione a questa competizione al secondo posto. Il primo titolo nazionale risale al 1960, trofeo che fece del Barcelona la prima compagine ecuadoriana a giocare in Coppa Libertadores.
All'inizio degli anni '70 del XX secolo il Barcellona si era affermato come una delle potenze calcistiche ecuadoriane, dopo aver vinto numerosi titoli provinciali e nazionali. In Coppa Libertadores, però, non era mai riuscito a superare i primi turni fino al 1971. Nell'edizione del 1971 del massimo torneo continentale, grazie a un organico di valore impreziosito dal nazionale brasiliano José Paes, dal nazionale peruviano Pedro Pablo León e dal nazionale ecuadoriano Alberto Spencer, il Barcellona raggiunse il girone di semifinale, dove fu fermato dal valido Estudiantes (LP). Malgrado gli argentini fossero imbattuti in casa in Coppa Libertadores da quattro anni, il 29 aprile 1971 il Barcellona riuscì a imporsi per 1-0 a La Plata (dopo aver perso per 0-1 in casa il 18 aprile). Il club ecuadoriano terminò il triangolare di semifinale al secondo posto, dietro i forti argentini e davanti ai cileni dell'Unión Española. Nel 1972 il club raggiunse nuovamente la semifinale, in cui ottenne 3 pareggi e una sconfitta contro l'Independiente poi campione e il San Paolo.
Il periodo seguente vide il club vivere una crisi di risultati che durò nove anni in cui agli insuccessi internazionali si accompagnò l'astinenza da titoli in patria.
Gli anni '80 videro la rinascita del Barcelona de Guayaquil. Nel 1980 la squadra tornò a vincere il campionato dopo nove anni, successo che fece da preludio ad altri quattro titoli in quel decennio, numeri che fecero del club il primo sodalizio ecuadoriano capace di aggiudicarsi dieci titoli. In questo periodo il Barcellona disputò sei edizioni della Coppa Libertadores, in cui raggiunse la semifinale nel 1986 e nel 1987.
Nel 1987 fu inaugurato lo stadio Isidro Romero Carbo, impianto da 57 267 posti, che ne fanno lo stadio più capiente d'Ecuador e il secondo più capiente del Sudamerica.
Nel 1990, sotto un nuovo presidente e con la ferma intenzione di vincere la Coppa Libertadores, il club acquisì importanti giocatori internazionali: l'argentino Marcelo Trobbiani, vincitore del campione del mondo 1986 con la nazionale argentina, e gli uruguaiani Luis Alberto Acosta e Marcelo Saralegui, vincitori della Coppa America con la nazionale uruguaiana. Con la combinazione di giocatori stranieri e un lotto di giocatori ecuadoriani giovani ed esperti, la squadra riuscì a disputare un ottimo torneo: nel 1990 il Barcellona giunse, infatti, per la prima volta in finale di Coppa Libertadores, dopo aver superato in semifinale i temibili argentini del River Plate ai tiri di rigore. A prevalere nell'atto conclusivo furono, però, i paraguaiani dell'Olimpia, vittoriosi per 2-0 in trasferta prima di pareggiare per 1-1 in casa. Nel 1992 la squadra di Guayaquil ottenne nuovamente l'accesso alla semifinale di Coppa Libertadores, dopo aver eliminato ai quarti i detentori del titolo, i cileni del Colo-Colo. A eliminare gli ecuadoriani furono i brasiliani del San Paolo allenati da Telê Santana, all'epoca una delle migliori squadre del continente. Il 26 dicembre 1993, tre giorni dopo la fine di un campionato chiuso al secondo posto, con qualificazione alla Coppa Libertadores, l'attaccante Carlos Muñoz morì in un incidente stradale all'età di 26 anni.
Il titolo del 1997, vinto nel segno del nazionale boliviano Marco Etcheverry, del colombiano Antony de Ávila e dell'ecuadoriano Agustín Delgado, fece da preludio all'ottimo percorso nella Coppa Libertadores 1998. La squadra di Guayaquil, considerata da molti osservatori troppo vecchia e incapace di ben figurare nel torneo, sovvertì i pronostici, raggiungendo la finale per la seconda volta nella propria storia. A sconfiggere gli ecuadoriani furono i brasiliani del Vasco da Gama, vittoriosi per 2-0 fuori casa e per 2-1 in casa. Per il Barcellona fu l'ultimo sussulto di un decennio ricco di vittorie.
Seguirono 14 anni avari di soddisfazioni. In questo periodo furono solo due le partecipazioni alla Coppa Libertadores, mentre tre furono i campionati di Serie A chiusi al secondo posto.
Nel novembre 2007 fu eletto presidente del club Eduardo Maruri, che puntò sullo slogan La Renovación per rilanciare una squadra in crisi da troppi anni. Ciononostante, la stagione 2009 fu disastrosa: il Barcellona sfiorò la retrocessione in Serie B, evitata grazie alla vittoria per 2-0 in casa contro la LDU Portoviejo (reti di José Luis Perlaza e Juan Samudio). Grazie alla vittoria il Barcellona rimase l'unico club ecuadoriano mai retrocesso in Serie B.
Alle dimissioni di Maruri, nel dicembre 2010, fu nominato presidente Juan Carlos Estrada, che si dimise l'indomani per fare spazio ad Alfonso Harb Viteri. Il successore di Viteri fu Antonio Noboa, che sconfisse nelle presidenziali José Herrera l'11 giugno 2011.
La squadra tornò a vincere il campionato ecuadoriano nel 2012, ponendo fine a 14 anni di digiuno. Il 13 dicembre 2015 la presidenza passò all'ex portiere José Francisco Cevallos e nel 2016 il club vinse un altro titolo nazionale. Il sedicesimo titolo fu vinto nel 2020.

## Palmarès

### Competizioni nazionali
- Campionato ecuadoriano: 16

1960, 1963, 1966, 1970, 1971, 1980, 1981, 1985, 1987, 1989, 1991, 1995, 1997, 2012, 2016, 2020
- Coppa Guayaquil: 6

1950, 1955, 1961, 1963, 1965, 1967
- Coppa Asoguayas

2006

### Altri piazzamenti
- Campionato ecuadoriano:

Secondo posto: 1957, 1962, 1968, 1982, 1986, 1990, 1992, 1993, 1995, 2002, Apertura 2005, 2014, 2018, 2022
Terzo posto: 1965, 1967, 1972, 1978, 1983, 1994, 1996, 2003
- Copa Ecuador:

Semifinalista: 2019
- Coppa Libertadores:

Finalista: 1990, 1998
Semifinalista: 1971, 1972, 1986, 1987, 1992, 2017, 2021

## Palmarès delle altre sezioni

### Pallacanestro
- Liga Nacional de Básquet (1): 2008[2]
- Liga Provincial de Básquet (1): 2008

### Baseball
- Liga Nacional de Beisbol (12): 1930, 1933, 1947, 1964, 1966, 1969, 1973, 1977, 1979, 1996, 2002, 2007.
- Festival Olímpico (1): 2005.[3]

### Pallavolo
- Liga Provincial de Voleibol (8): 2002.

### Bolos(variante del bowling)
- Campeón nacional de bolos (1): 2003

### Pallanuoto
- Campeón de la 3 copa ANAVI (1): 2008
- Campeón del torneo internacional de waterpolo (1): 2009

### Regate
- Campeón de la Regata de Balzar (1): 2008

## Organico

### Rosa 2025
Aggiornato al 14 febbraio 2025.
| N. |                      | Ruolo | Calciatore              |
| -- | -------------------- | ----- | ----------------------- |
| 1  | Ecuador (bandiera)   | P     | Javier Burrai           |
| 2  | Ecuador (bandiera)   | D     | Mario Pineida           |
| 3  | Paraguay (bandiera)  | D     | Williams Riveros        |
| 5  | Brasile (bandiera)   | C     | Gabriel Marques         |
| 7  | Ecuador (bandiera)   | C     | Michael Arroyo          |
| 8  | Argentina (bandiera) | A     | Emmanuel Martínez       |
| 9  | Ecuador (bandiera)   | A     | Allen Obando            |
| 10 | Argentina (bandiera) | C     | Damián Díaz             |
| 12 | Ecuador (bandiera)   | P     | Víctor Mendoza          |
| 14 | Ecuador (bandiera)   | D     | Darío Aimar             |
| 16 | Ecuador (bandiera)   | C     | Sergio Quintero         |
| 18 | Ecuador (bandiera)   | C     | Matías Oyola (capitano) |
| 19 | Ecuador (bandiera)   | C     | Nixon Molina            |
| 20 | Uruguay (bandiera)   | C     | Bruno Piñatares         |
| 21 | Uruguay (bandiera)   | C     | Jesús Trindade          |
| 22 | Ecuador (bandiera)   | P     | Álvaro Preciado         |

| N. |                      | Ruolo | Calciatore              |
| -- | -------------------- | ----- | ----------------------- |
| 26 | Ecuador (bandiera)   | D     | Byron Castillo          |
| 28 | Ecuador (bandiera)   | C     | Carlos Montaño          |
| 31 | Ecuador (bandiera)   | D     | Pedro Velasco           |
| 77 | Ecuador (bandiera)   | A     | Adonis Preciado         |
|    | Ecuador (bandiera)   | D     | Bryan Caicedo           |
|    | Ecuador (bandiera)   | D     | Leonel Quiñónez         |
|    | Ecuador (bandiera)   | C     | Stalin Caicedo          |
|    | Ecuador (bandiera)   | C     | Michael Carcelén        |
|    | Ecuador (bandiera)   | C     | Gabriel Cortez          |
|    | Ecuador (bandiera)   | C     | Jonathan Perlaza        |
|    | Ecuador (bandiera)   | A     | Carlos Garcés           |
|    | Argentina (bandiera) | C     | Sergio López            |
|    | Argentina (bandiera) | A     | Michael Hoyos           |
|    | Argentina (bandiera) | A     | Christian Ortiz         |
|    | Ecuador (bandiera)   | A     | Felipe Caicedo          |
|    | Uruguay (bandiera)   | P     | Ignacio de Arruabarrena |